# Dynamenais
Dynamenais is een geslacht van wantsen uit de familie van de Pyrrhocoridae (Vuurwantsen). Het geslacht werd voor het eerst wetenschappelijk beschreven door Kirkaldy in 1905.

## Soorten
Het genus bevat de volgende soort:

- Dynamenais venusta (Walker, 1873)